# Guerre de Genpei
 (juillet 2009).
Batailles
- Uji (1re)
- Nara
- Ishibashiyama
- Fujigawa
- Sunomata
- Yahagigawa
- Hiuchi
- Kurikara
- Shinohara
- Mizushima (navale)
- Fukuryūji
- Muroyama
- Hōjūjidono
- Uji (2e)
- Awazu
- Ichi-no-Tani
- Kojima
- Yashima (navale)
- Dan-no-ura (navale)

La guerre de Genpei (源平合戦, Genpei kassen) nommée également Guerre Jishō–Juei (治承・寿永の乱, Jishō–Juei no ran) est une guerre civile de l'ancien Japon (1180-1185), qui doit son appellation à la contraction des noms des deux clans qu'elle confronta : les Minamoto (源) ou Gen suivant la lecture on'yomi (chinoise) des caractères d'où le nom du clan Genji (源氏) et les Taira (平) ou Hei d'où le nom de la famille Heike (平家).
La guerre de Genpei débute en 1180 lorsque Minamoto no Yorimasa (源頼政) soutient un candidat différent de celui des Taira pour le trône impérial. La guerre s'achève cinq ans plus tard avec la victoire décisive du clan Minamoto à la bataille navale de Dan-no-ura, qui marque la fin de l'ère Heian et le début de la période Kamakura.

## Causes

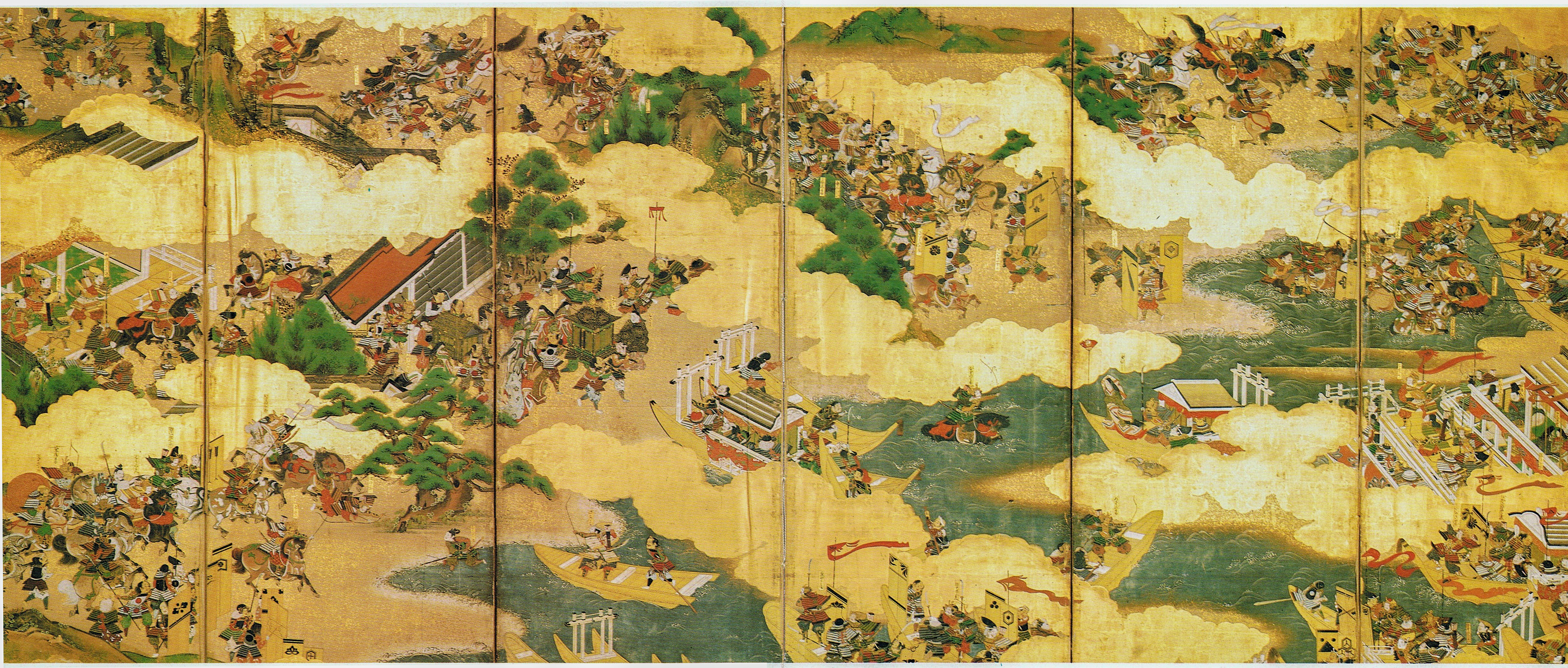
Scène de la guerre de Genpei (1180-1185). Kano Motonobu, (1476-1569), période Muromachi (1336 et 1573)

La guerre de Genpei est le point culminant de longues décennies de conflits entre les deux clans pour la domination de la cour impériale (et, par extension, du Japon). Durant les rébellions de Hōgen et de Heiji des décennies précédentes, les Minamoto avaient tenté sans succès de reprendre le contrôle aux Taira. Ceux-ci ont alors commencé une longue série d'exécutions, dans le but d'éliminer une fois pour toutes leurs rivaux.
En 1177, les relations entre l'empereur retiré Go-Shirakawa (後白河) et le clan Taira deviennent très tendues, et l'ancien empereur tente un coup d'État pour renverser le Daijō-daijin (太政大臣) (premier ministre) Taira no Kiyomori (平清盛), qui le fait arrêter en 1179 et abolit l'insei (院政), ou gouvernement retiré, ce qui provoque une forte opposition anti-Taira.
Le 21 mars 1180, Taira no Kiyomori met sur le trône impérial son petit-fils Antoku (安徳), alors âgé de seulement trois ans, après l'abdication de l'empereur Takakura (高倉). Le prince Mochihito (以仁王), fils de Go-Shirakawa, s'estime lésé de sa place sur le trône et, avec Minamoto no Yorimasa, lance le 5 mai un appel aux armes aux diverses familles de samouraïs et aux monastères bouddhistes.
En juin, Kiyomori déplace le siège du pouvoir impérial à Fukuhara (福原) (aujourd'hui Kōbe), dans le but de promouvoir le commerce avec la Chine des Song (宋), qui fait la richesse de son clan, et le 15 de ce même mois, le prince Mochihito fuit Kyoto et va se réfugier au Mii-dera (三井寺).

## Déroulement

### Début de la guerre

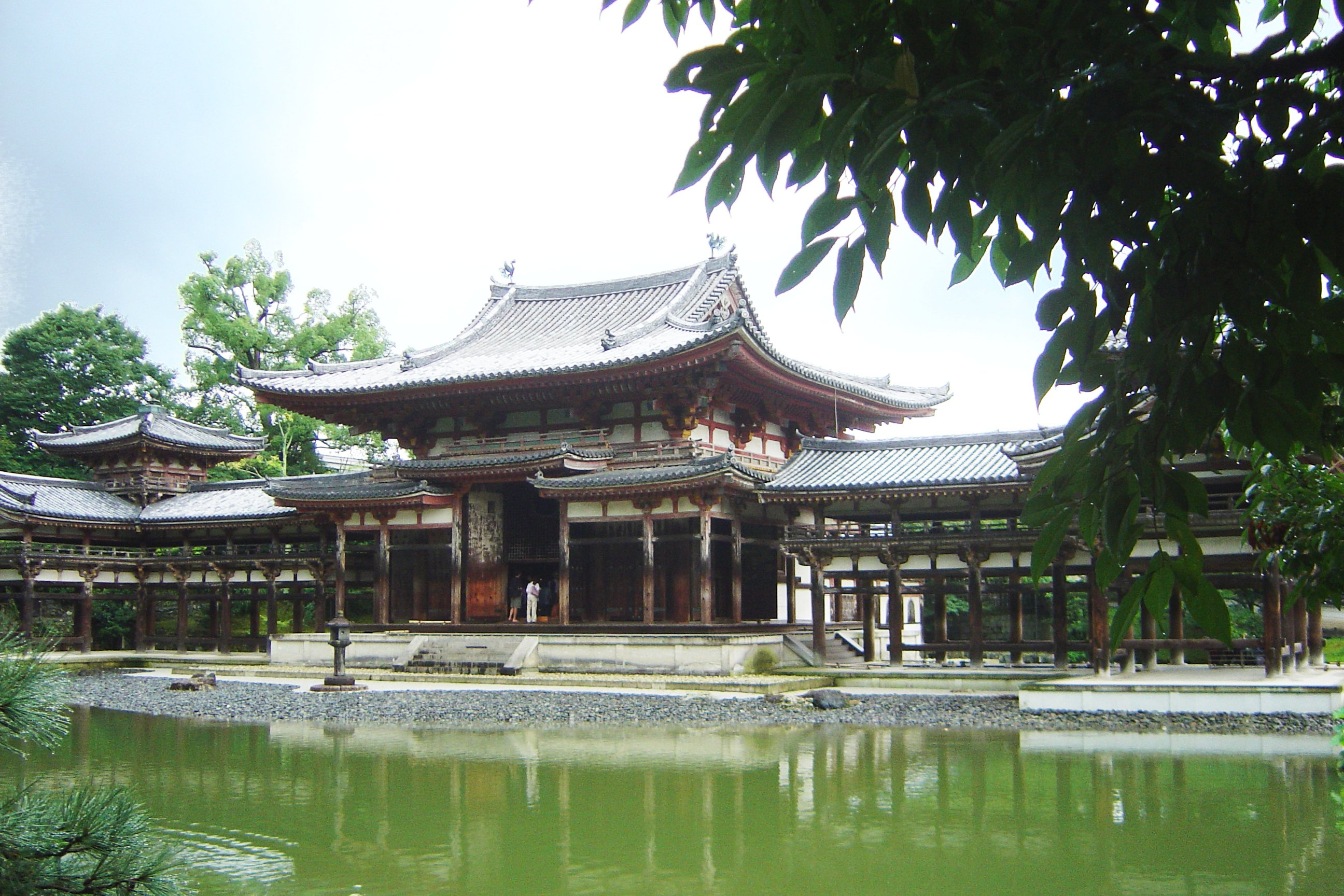
La salle du Phénix au Byōdō-in, où Yorimasa se donne la mort par seppuku.

À la suite du soulèvement de Mochihito et Yorimasa, le prince est pourchassé par les Taira et la bataille qui s'ensuit prend place juste à l'extérieur de Kyoto. Elle est appelée première bataille d'Uji, le 23 juin. Au cours de ce qui est considéré comme la première bataille de la guerre de Genpei, Yorimasa se fait seppuku. Mochihito parvient à s'enfuir en direction de Nara, mais est rapidement rattrapé et tué.
Minamoto no Yoritomo (源頼朝), aidé de son beau-père Hōjō Tokimasa (時政, 北条), prend la relève, mais est rapidement vaincu le 14 septembre à la bataille d'Ishibashiyama. Yoritomo fuit alors à Chiba, y lève une armée et va se retrancher à Kamakura (鎌倉) en octobre.
Yoritomo n'est pas le seul à répondre à l'appel à la révolte du prince Mochihito. En septembre, son cousin Minamoto no Yoshinaka (源義仲) lève lui aussi une armée dans les montagnes du Kiso (木曽) où il est né, de même que Minamoto no Yukiie (源行家), battu à deux reprises à Sunomata puis à Yahagigawa par Taira no Tomomori (平知盛).
En novembre, la capitale est retransférée à Kyoto.
Pendant ce temps, Tomomori et son frère Shigehira (平重衡) se vengent de l'implication des sōhei (僧兵) (moines guerriers) aux côtés des Minamoto en attaquant et détruisant Nara (voir Siège de Nara.) Le Kōfuku-ji (興福寺), notamment, sera brûlé le 19 décembre.
Depuis 1177, le Japon subissait une série de mauvaises récoltes qui finit par causer en 1181 une famine qui force une suspension des hostilités qui durera jusqu'en 1183. Même après la reprise du conflit, les faibles récoltes continueront, et, plus fortes dans les terres appartenant aux Taira, contribuant à l'affaiblissement du clan, tout comme le décès de Kiyomori au début de l'année 1181, remplacé par son fils Taira no Munemori (平宗盛), beaucoup moins compétent.

### Le tournant de la guerre
En juin 1183, alors que Yoritomo est toujours retranché dans Kamakura, Yoshinaka fait tourner la guerre en faveur des Minamoto en vainquant une des armées Taira à la bataille de Kurikara, puis en entrant dans Kyoto en vainqueur le 28 août aux côtés de Minamoto no Yukiie et de l'empereur retiré Go-Shirakawa, après l'abandon de la ville par les Taira le 25. Ceux-ci, s'étant vu refuser l'aide que Munemori avait demandée aux moines de l'Enryaku-ji (延暦寺), fuient vers Kyūshū en emmenant l'empereur Antoku (安徳天皇), qui n'est encore qu'un enfant.
Go-Shirakawa récompense Yoshinaka en le nommant Asahi Shogun (朝日将軍 ou 旭将軍). Cependant, son armée met à sac Kyoto et l'ancien empereur lui donne l'ordre de poursuivre les Taira dans le but de faire partir l'armée de la capitale. Les forces de Yoshinaka poursuivent l'armée Taira au travers de leurs terres avant d'être vaincues à la bataille de Mizushima le 17 novembre.

### Luttes intestines au sein des Minamoto
Depuis un certain temps, Minamoto no Yoshinaka voulait prendre le contrôle du clan Minamoto à son cousin Yoritomo qui l'avait humilié quelque temps plus tôt. Revenant à Kyoto en triomphe après ses victoires à Kurikara et Shinohara, malgré la défaite de son allié Minamoto no Yukiie à Muroyama, il complote avec celui-ci pour kidnapper l'empereur retiré Go-Shirakawa et établir leur propre gouvernement dans les provinces au nord de Kyoto, s'appuyant sur la « possession » de l'ex-empereur pour justifier leur règne. Mais Yukiie, en fin de compte, se retire du plan et avertit l'empereur retiré des intentions de Yoshinaka.
À son tour, Go-Shirakawa prévient Yoritomo qui envoie ses deux frères Yoshitsune (源義経) et Noriyori (源範頼), mais ceux-ci arrivent trop tard pour empêcher Yoshinaka de mettre son plan à exécution. Après avoir livré un siège au Hōjūjidono et affronté dans toute la capitale de nombreux partisans des Taira, membres de la cour et moines-guerriers, Yoshinaka parvient à s'enfuir en direction du pont d'Uji, où avait eu lieu la première bataille de la guerre quatre ans plus tôt.
À ce point des événements, les forces de ses cousins sont parvenues à Kyoto et, dans une bataille qui ressemble à une version inversée de celle de 1180, Yoshitsune bat Yoshinaka une première fois le 19 février 1184 à la seconde bataille d'Uji, avant de le tuer le 21 à la bataille d'Awazu.

### Reprise des hostilités contre les Taira

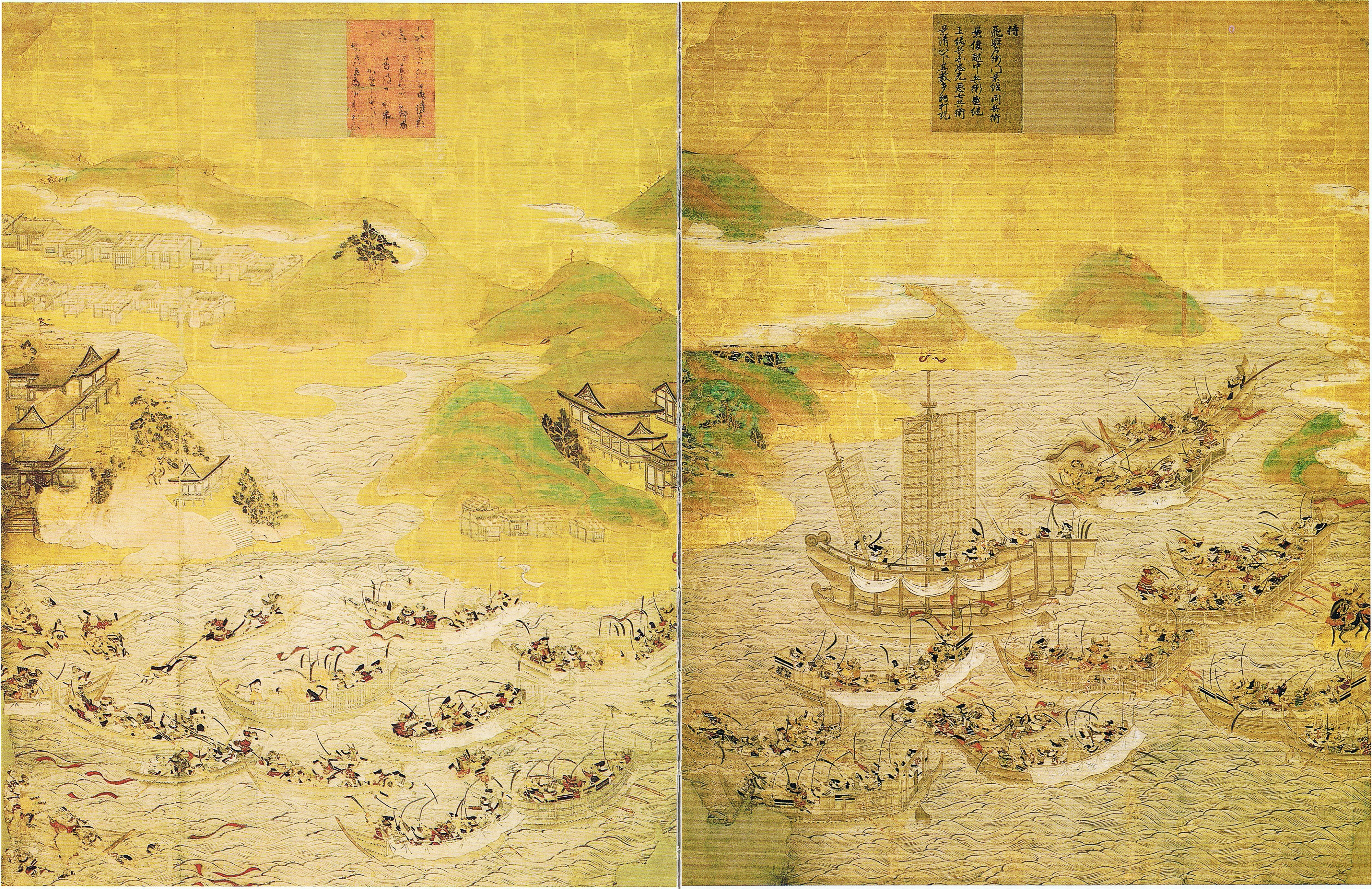
Bataille navale de Dan-no-ura en 1185.

Profitant des querelles intestines des Minamoto, les Taira reconstituent leur armée et s'installent avec l'empereur à Fukuhara (Kōbe).
Yoshitsune remporte en mars 1184 une autre grande victoire en s'emparant d'une de leurs forteresses à la bataille d'Ichi-no-Tani, puis entreprend de les poursuivre jusqu'à Yashima (屋島) (aujourd'hui Takamatsu), mais leur flotte les protège en empêchant Yoshitsune de progresser. Il entreprend alors de construire ses propres navires, pendant que son frère Noriyori est envoyé en octobre pacifier par la terre la région de Chūgoku, territoire Taira par excellence. Il remporte une victoire à la bataille de Kojima, mais les Taira s'enfuient à nouveau par la mer. Ne disposant pas de navires pour les poursuivre, la cavalerie de Noriyori ne peut que les regarder partir. Il reste alors bloqué dans la région jusqu'à la fin de l'année, avant de finir par se procurer des bateaux et de débarquer sur Kyūshū en février. Comme à Chūgoku, il n'a pas trop de mal à pacifier la région, les troupes Taira mal nourries en raison de la sécheresse se rendant en masse.
En mars 1185, Yoshitsune traverse la Mer intérieure (瀬戸内海) et vainc les Taira le 22 à la bataille de Yashima. Ceux-ci s'enfuient une fois de plus, mais Noriyori tenant les côtes de Kyūshū et ayant sécurisé les provinces de Suō et de Nagato, ils se retrouvent sans position de repli et sont finalement vaincus définitivement en avril lors de la bataille navale décisive de Dan-no-ura. De nombreux vaincus, voulant éviter le déshonneur d'être capturés, se suicident en se jetant à la mer, y compris le jeune empereur Antoku dans les bras de sa grand-mère. Selon Mitsuo Kure, « Certains voient dans la mort de ces nobles cultivés et bien élevés le symbole de la fin d'une époque et le commencement d'une autre : celle des seigneurs samouraïs. » (Mitsuo Kure, Samouraïs, p. 25)

## Conséquences
L'anéantissement des Taira de Kyoto voit la fin de l'ère Heian et le début de la période Kamakura, dominée par le bakufu de Kamakura, le premier gouvernement samouraï. Yoritomo, suivant les conseils de ses vassaux, choisit en effet d'installer son gouvernement à Kamakura au lieu d'aller à Kyoto et s'emploie ensuite à mettre en place une structure de commandement lui donnant barre sur les clans de samouraïs, et se fait nommer en 1192 Seii Taishogun (征夷大将軍) par l'empereur, après la mort de Go-Shirakawa. Les Taira des plaines du Kantō, qui avaient été les alliés de Yoritomo depuis le tout début de la guerre, choisirent d'apporter leur soutien au bakufu (幕府).
De son côté, Yoshitsune vient s'installer à Kyoto où on lui donne une place auprès de l'empereur retiré Go-Shirakawa. Yoritomo, inquiet de l'influence de l'Hō-ō sur son frère, et considérant comme une violation de ses privilèges le fait que Yoshitsune avait attribué des terres à ses vassaux pour les récompenser, rappelle alors son frère à Kamakura pour le tenir à l'œil. Yoshitsune finit par demander de l'aide à Go-Shirakawa, et celle-ci venant trop tard, il prend alors la fuite et se voit contraint de fuir dans la province de Mutsu chez son vieux protecteur Fujiwara no Hidehira (藤原秀衡). Il trouve finalement la mort en 1189, aux côtés de ses derniers alliés, parmi lesquels le moine Benkei (弁慶), lors d'un assaut mené par Fujiwara no Yasuhira (藤原安衡), sur ordre de Yoritomo (voir l'article Bataille de Koromogawa.) Quelques mois plus tard, Yoritomo fait exécuter Yasuhira sous prétexte qu'il avait hébergé Yoshitsune, ce qui lui permet de s'assurer le contrôle des riches terres des Ōshū Fujiwara (奥州藤原).

## Forces en présence
Si généraliser la guerre de Genpei en affrontement entre les clans Minamoto et Taira est loin d'être faux, la distinction entre les deux camps n'est pas aussi simple, comme le fait remarquer Mitsuo Kure (Samouraïs, p. 25) :
- Lorsque Yoritomo sort de son exil au début de la guerre, le clan Hōjō, branche mineure du clan Taira ayant normalement pour tâche de le surveiller mais liée à lui par son mariage avec la fille de Tokimasa Hōjō, choisit de se battre à ses côtés, de même qu'un certain nombre d'autres vassaux Taira du Kantō.

- Les Minamoto, comme les Taira, cherchèrent à s'allier le soutien d'autres familles de samouraïs. On retiendra par exemple le clan Takeda (武田氏) de la province de Kai, qui rejoint les Minamoto peu avant la bataille de Fujigawa.

- De même, les clans Minamoto et Taira tentèrent tous deux d'obtenir le soutien des sōhei (moines-guerriers) de Nara et Kyoto, afin d'ajouter les forces des temples aux déjà très importantes armées de samouraïs de leurs clans. Taira no Kiyomori fit parvenir de généreux dons de soie et de riz à l'Enryaku-ji pour s'assurer qu'ils n'aideraient pas les Minamoto, qui s'étaient eux-mêmes alliés aux moines du Mii-dera.

- Après la première bataille d'Uji, pour se venger de l'implication des moines aux côtés des Minamoto, Taira no Kiyomori réduisit le Mii-dera en cendres, puis envoya ses fils mener le siège de Nara pour faire subir le même sort à la plupart des temples de l'ancienne capitale. Seul l'Enryaku-ji fut épargné. Le clan Minamoto ne prit aucune part à ce siège, qui opposa uniquement les Taira et les moines-guerriers.

- Le clan Minamoto dut, à la fin de l'année 1183, affronter une querelle intestine avec la trahison de Minamoto no Yoshinaka. Ces luttes internes laissèrent le temps aux Taira de reconstituer leurs forces.

## Liste des batailles

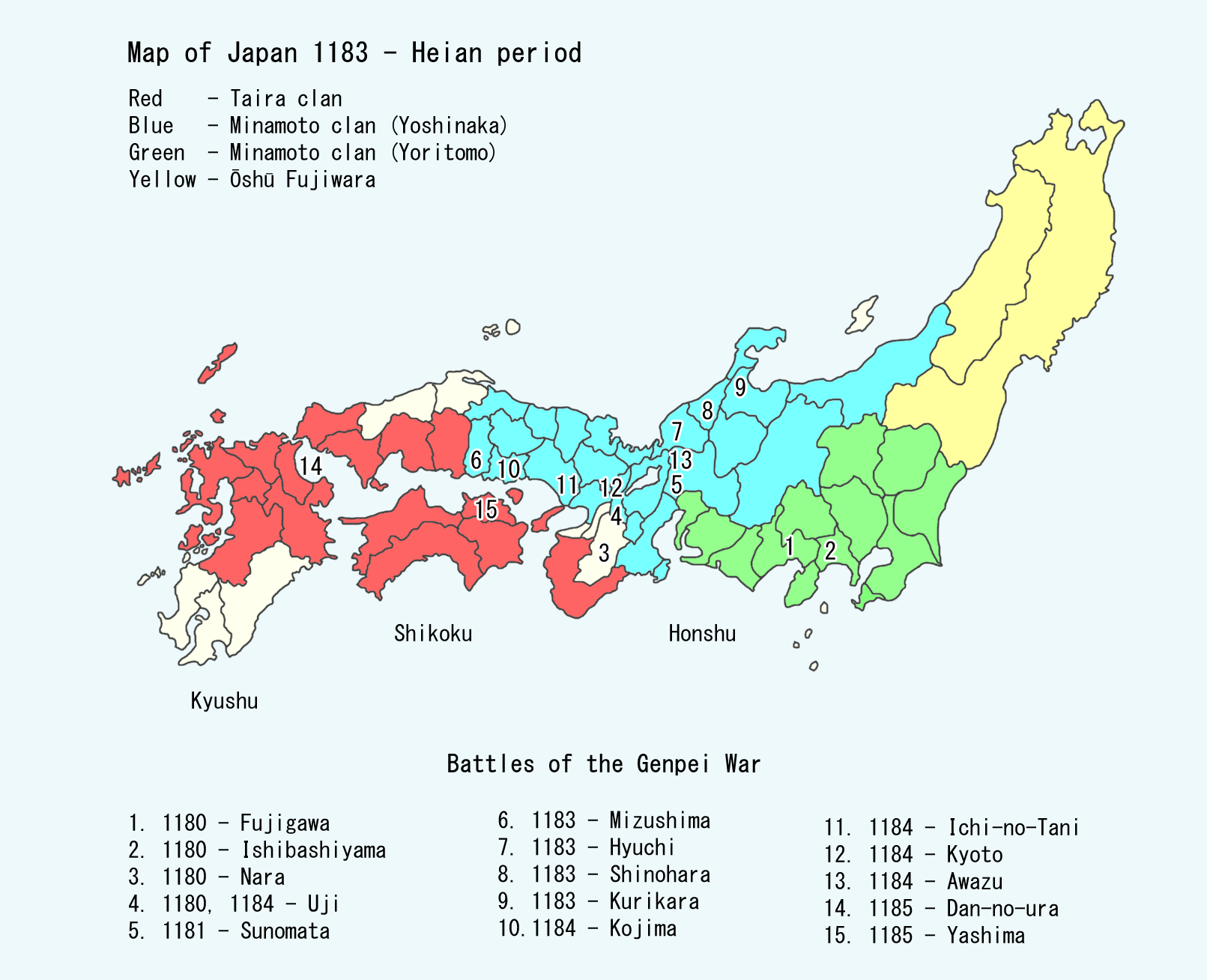
Emplacement des batailles de la guerre de Genpei

- 1180 : Première bataille d'Uji (宇治の戦い) - considérée comme la première bataille de la guerre de Genpei, les moines du Byōdō-in combattent aux côtés de Minamoto no Yorimasa.
- 1180 : Siège de Nara (奈良) - les Taira mettent le feu aux temples et monastères dans le but de couper le ravitaillement à leurs rivaux.
- 1180 : Bataille d'Ishibashiyama (石橋山の戦い) - première bataille de Minamoto no Yoritomo contre les Taira.
- 1180 : Bataille de Fujigawa (富士川の戦い) - les Taira confondent une bande d'oiseaux aquatiques avec une attaque surprise des Minamoto pendant la nuit, et se retirent sans combattre.
- 1181 : Bataille de Sunomata (墨俣の戦い) - les Taira contrecarrent une attaque surprise durant la nuit.
- 1181 : Bataille de Yahagigawa (矢作川の戦い) - les Minamoto, se retirant de Sunomata, essaient de tenir le terrain.
- 1183 : Siège de Hiuchi - les Taira attaquent une forteresse Minamoto.
- 1183 : Bataille de Kurikara (倶利伽羅の戦い) - la guerre tourne en faveur des Minamoto.
- 1183 : Bataille de Shinohara (篠原の戦い) - Minamoto no Yoshinaka remporte une victoire sur les troupes de Taira no Munemori.
- 1183 : Bataille de Mizushima (水島の戦い) - les Taira interceptent une force Minamoto se rendant à Yashima.
- 1183 : Siège de Fukuryūji - les Minamoto attaquent une forteresse Taira.
- 1183 : Bataille de Muroyama (室山の戦い) - Minamoto no Yukiie essaie de se venger de la défaite de Mizushima, mais est à nouveau vaincu.
- 1184 : Siège du Hōjūjidono (法住寺殿) - Minamoto no Yoshinaka, à cause des ravages qu'il cause à Kyoto, est attaqué par des sympathisants des Taira.
- 1184 : Seconde bataille d'Uji - en réponse à la trahison de Minamoto no Yoshinaka, son cousin Minamoto no Yoshitsune est forcé de l'attaquer.
- 1184 : Bataille d'Awazu (粟津の戦い) - Minamoto no Yoshinaka est vaincu et tué par Yoshitsune et Noriyori.
- 1184 : Bataille d'Ichi-no-Tani (一の谷の戦い) - les Minamoto attaquent une des principales forteresses des Taira
- 1184 : Bataille de Kojima (児島の戦い) - Noriyori attaque avec ses cavaliers une force Taira qui fuit en bateau.
- 1185 : Bataille de Yashima (屋島の戦い) - les Minamoto donnent l'assaut à la forteresse de leurs ennemis, juste au large de Shikoku.
- 1185 : Bataille de Dan-no-ura (壇ノ浦の戦い) - la bataille navale décisive qui met fin à la guerre.

## Liste de personnalités liées à la guerre de Genpei

### Clan Minamoto

Minamoto no Yoritomo

Le clan Minamoto est l'une des familles qui a dominé la vie politique du Japon au XIIe siècle, avec le clan Taira, mais elle avait été décimée à la suite de la rébellion de Heiji en 1160. À la suite de l'appel aux armes du prince Mochihito et de Minamoto no Yorimasa, les membres survivants du clan se rassemblent autour de Yoritomo au début du conflit. La guerre de Genpei permet au clan de prendre le contrôle du pays pour des siècles.
- Minamoto no Noriyori (源範頼), général, demi-frère de Yoritomo.
- Minamoto no Yorimasa (源頼政), chef du clan au début de la guerre.
- Minamoto no Yoritomo (源頼朝), chef du clan après la mort de Yorimasa.
- Minamoto no Yoshitsune (源義経), demi-frère de Yoritomo, général en chef du clan.
- Minamoto no Yukiie (源行家), général, oncle de Yoritomo.
- Alliés et vassaux :
  - Go-Shirakawa (後白河), empereur retiré.
  - Mochihito (以仁王), prince impérial.
  - Benkei (弁慶), sōhei (僧兵), allié de Yoshitsune.
  - Tokimasa Hōjō (時政 北条), chef du clan Hōjō (北条), beau-père de Yoritomo.
  - Kagetoki Kajiwara (景時 梶原), officiellement allié de Yoshitsune, en fait un espion pour le compte de Yoritomo.
  - Naozane Kumagai (直実 熊谷), samouraï vassal de Yoritomo.
  - Moritsuna Sasaki (盛綱 佐々木), vassal de Noriyori commandant l'assaut à la bataille de Kojima.
  - Shigeyoshi Taguchi (重能 田口), général Taira, qui, voyant le cours de la bataille tourner à Dan-no-ura passe dans le camp Minamoto, leur apportant ainsi la victoire finale.
  - Nasu no Yoichi (那須与一), célèbre archer et allié des Minamoto.
  - Yoshiyasu Yada, vassal de Yoshinaka, commande les troupes Minamoto à la bataille de Mizushima.
  - Les moines-guerriers du Mii-dera (三井寺) et de la plupart des ordres monastiques. Trois en particulier sont cités cité dans le Heike Monogatari pour leur rôle dans la première bataille d'Uji :
    - Ichirai Hoshi (一来 法師), qui est célèbre pour avoir sauté par-dessus le sōhei Jomyo pour conduire les moines du Mii-dera à la bataille.
    - Gochin no Tajima (ごちん忽), dit Tajima le coupeur de flèches, qui coupa avec sa naginata les flèches tirées par les Taira.
    - Tsutsui Jomyo Meishu (筒井 浄妙 めいしゅ), qui, après avoir tiré 24 flèches, posa son arc et se battit en plein milieu des troupes Taira, d'abord avec sa naginata, puis avec son tachi et pour finir avec son tantō, avant de mourir transpercé de 63 flèches.
- Partisans de Minamoto no Yoshinaka (源義仲), cousin de Yoritomo, après sa rébellion :
  - Kanehira Imai (兼平 今井), qui rejoint Yoshinaka dans sa fuite à Seta.
  - Tomoe Gozen (巴御前), épouse ou concubine de Yoshinaka, commandant d'une de ses armées.

### Clan Taira

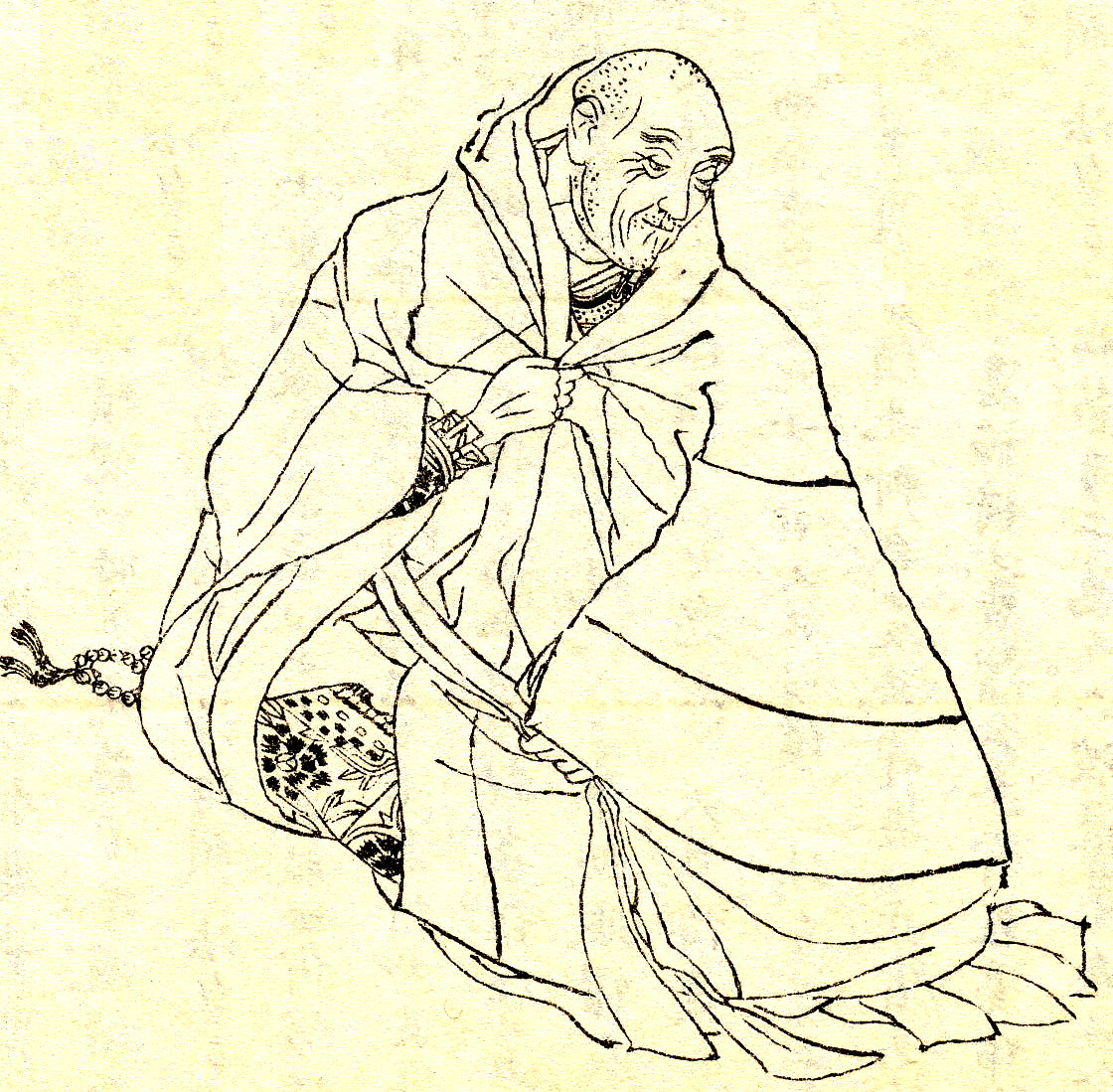
Taira no Kiyomori

Le clan Taira est l'une des familles qui a dominé la vie politique du Japon au XIIe siècle. Après l'élimination presque totale du clan rival Minamoto lors de la rébellion de Heiji en 1160, Taira no Kiyomori, chef du clan, est au début de la guerre au sommet de sa puissance et dirige dans les faits le gouvernement du Japon. La fin de la guerre voit la destruction du clan.
- Taira no Atsumori (平敦盛), jeune samouraï tué par Naozane Kumagai (直実 熊谷) dont la mort est restée célèbre.
- Taira no Kiyomori (平清盛), chef du clan au début de la guerre.
- Taira no Koremori (平維盛), petit-fils de Kiyomori.
- Taira no Munemori (平宗盛), fils et héritier de Kiyomori.
- Taira no Noritsune (平教経), guerrier du clan Taira.
- Taira no Shigehira (平重衡), général, fils de Kiyomori.
- Taira no Tadanori (平忠度), général, frère de Kiyomori.
- Taira no Tokiko (平時子), veuve de Kiyomori, se suicide lors de la bataille de Dan-no-ura.
- Taira no Tomomori (平知盛), général, fils de Kiyomori.
- Taira no Yukimori (平行盛), commandant de l'armée Taira à la bataille de Kojima.
- Alliés et vassaux :
  - Antoku (安徳), empereur du Japon et petit-fils de Taira no Kiyomori
  - Kagechika Ōba (景親 大庭), vassal du clan Taira.
  - Sanemori Saitō (実盛 斎藤), ancien vassal de Minamoto no Yoshitomo, devenu par la suite vassal de Munenori.
  - Kaneyasu Seno (兼康 妹尾), vassal des Taira commandant la forteresse de Fukuryūji.
  - Shigeyoshi Taguchi (重能 田口), général Taira, qui, voyant le cours de la bataille tourner à Dan-no-ura passe dans le camp Minamoto, leur apportant ainsi la victoire finale.
  - Les moines-guerriers de l'Enryaku-ji (延暦寺), du moins théoriquement.

## La guerre de Genpei dans la littérature et la fiction
La guerre de Genpei inspira de nombreux récits et œuvres d'art, à commencer par le célèbre Heike Monogatari (平家物語, litt. « Le Dit des Heike ») du XIVe siècle. Par la suite, de nombreux poèmes, pièces de théâtre nô, kabuki, romans, ainsi que plus récemment des films et des jeux vidéo, s'en inspireront également, par exemple The Heike Story, série animée basée sur une traduction moderne d'Hideo Furukawa du Dit des Heike.
Si le Heike Monogatari, de par sa nature épique, ne peut être considéré comme une source fiable, les historiens disposent en revanche d'une chronique nommée Azuma Kagami (吾妻鏡) qui décrit jour après jour les événements de 1180 à 1266.

### Sources
1. ↑  Egan Loo, « Le prochain film d'animation de Masaaki Yuasa, Inu-Oh sortira en 2021 », sur Anime News Network, 12 juin 2019 (consulté le 26 septembre 2021)

- (en) Stephen Turnbull, The Samurai Sourcebook, Londres, Cassel, 2000 [détail de l’édition] (ISBN 1-85409-523-4)
- (fr) Mitsuo Kure, Samouraïs, Philippe Piquier, 2004, 196 p. [détail de l’édition] (ISBN 2-87730-662-3)